# Къща музей „Георги Божилов – Слона“
Къщата музей „Георги Божилов – Слона“ е частен музей и артцентър на фондация „Георги Божилов – Слона“, основана в памет на българския художник Георги Божилов.

## Идея и реализация
Проектът за къща музей е по идея на фондация „Георги Божилов – Слона“, учредена през 2002 г., около една година след като пловдивският художник умира.
Целта е домът му да се превърне в модерен артцентър, където наред с изкуството му и личните му вещи ще гостуват и експозиции на съвременни автори. Идеята е артцентърът да помага за каузата „Пловдив – Културна столица на Европа 2019“.
За реализацията на идеята обединяват усилия няколко съвременни художници и творци, като участват в благотворителен търг със свои творби. Част от авторите са Андрей Даниел, Ицко Мазнев, Йохан Артинян, Кольо Карамфилов, Милко Божков, Станимир Видев, Стоян Цанев, Янко Ненов, Лина Маджарова. Средствата от търга отиват във фондация „Георги Божилов – Слона“ за възстановяване на ателието на Георги Божилов.

## Туризъм
В непосредствена близост до къщата музей „Георги Божилов – Слона“ се намират къща музей „Златьо Бояджиев“, Етнографския музей, както и много други културно-исторически обекти.